# Emmanuił Kazakiewicz
Emmanuił Gienrichowicz Kazakiewicz (ros. Эммануи́л Ге́нрихович Казаке́вич, ur. 11 lutego?/24 lutego 1913 w Krzemieńczuku, zm. 22 września 1962 w Moskwie) – pisarz rosyjski, pochodzenia żydowskiego. Pierwsze wiersze i poematy tworzył w języku jidysz. W późniejszej twórczości (w języku rosyjskim) dominuje tematyka wojenna, m.in.: opowieści Gwiazda (1947, wyd.pol. 1948), Dwaj w stepie (1948, wyd. pol. 1964) oraz utrzymana w konwencji socrealistycznej powieść Wiosna nad Odrą (1949, wyd. pol. 1950). W roku 1956 był jednym z redaktorów almanachu Litieraturnaja Moskwa i brał udział w walce o odrodzenia literatury rosyjskiej.
Od 1924 mieszkał z rodzicami w Charkowie, w 1931 udał się do Birobidżanu, pracował jako dziennikarz w żydowskich gazetach. Po ataku Niemiec na ZSRR został zmobilizowany, walczył na froncie, był ranny, otrzymał 8 orderów i medali bojowych, w tym Order Czerwonej Gwiazdy. Po zakończeniu wojny do 1947 pracował w Radzieckiej Administracji Wojskowej w Niemczech. Pochowany na Cmentarzu Nowodziewiczym w Moskwie.